# Ligne de Budapest à Szob
La ligne de Budapest à Štúrovo par Szob ou ligne 70 est une ligne de chemin de fer de Hongrie. Elle relie Budapest à Szob par Vác.

## Exploitation

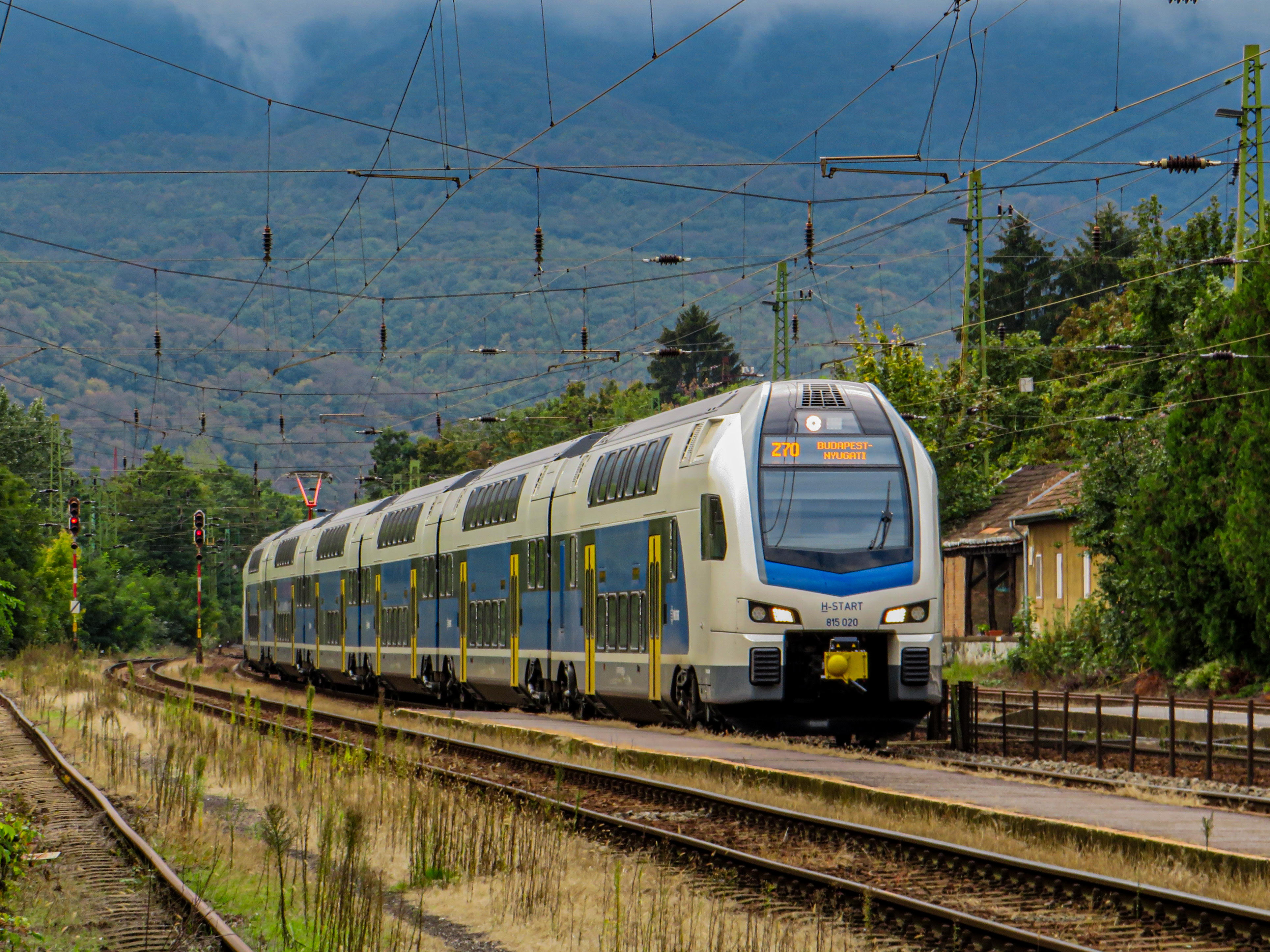
Un train de la ligne Z70, à destination de la gare de Budapest-Nyugati, entrant dans la gare de Nagymaros-Visegrád.